# Pseudacanthicus leopardus
Pseudacanthicus leopardus är en fiskart som först beskrevs av Fowler, 1914.  Pseudacanthicus leopardus ingår i släktet Pseudacanthicus och familjen Loricariidae. Inga underarter finns listade i Catalogue of Life.